# 봉대초등학교 (전북)
봉대초등학교는 대한민국 전라북도 남원시 아영면 아백로 77 (인풍리)에 있었던 초등학교이다.

## 연혁
- 1946.02.01 아영국민학교 봉대분교장 개설(봉대리)
- 1948.06.10 2교실 신축
- 1950.05.24 봉대국민학교 개교
- 1955.07.11 인풍리로 이전 (7학급 430명)
- 1984.08.25 12교실 2층으로 개축
- 1996.03.01 봉대초등학교로 개칭
- 1999.09.01 아영초등학교로 통합